# Палац Сан-Сусі
19°34′26″ пн. ш. 72°14′38″ зх. д. / 19.574° пн. ш. 72.244° зх. д.
Палац Сан-Сусі (фр. Palais de Sans-Souci [palɛ sɑ̃ susi] — «без турбот») — колишня резиденція короля Анрі I (або Анрі Крістофа), монарха Гаїті, королеви Марії-Луїзи та їхніх двох доньок. Це був найважливіший із дев'яти збудованих королем палаців, поряд із 15 замками, численними фортами і літніми будинками на його 20 плантаціях [].
Спорудження палацу розпочалося в 1810 році та було завершене в 1813. Він розташований у місті Міло (Північний департамент) неподалік від неприступної фортеці Лафер'єр, також збудованої за наказом Анрі-Крістофа для захисту від французів, хоча Франція жодного разу не намагалася вторгнутися на територію Гаїті. Франція, колишня метрополія Гаїті, не визнавала її незалежність до 1825 року, коли вона погодилась налагодити політичні та економічні відносини в обмін на контрибуцію в розмірі 150 млн франків. Перед початком будівництва Сан-Сусі Міло був французькою плантацією, якою Крістоф керував у період до революції на Гаїті [].
Багато хто з сучасників Анрі Крістофа відзначав його жорстокість, адже під час будівництва палацу загинуло багато робітників. За часів правління Анрі Крістофа палац був місцем проведення розкішних бенкетів і балів. Він був оточений величезними садами зі штучними джерелами і системою водопостачання. Хоча на сьогодні Сан-Сусі перебуває у руїнах, у той час його пишність відзначали багато іноземних гостей. Один американський лікар помітив, що він мав «репутацію однієї із найпрекрасніших будівель Вест-Індії» [].
За задумом Анрі Крістофа, Сан-Сусі мав демонструвати іноземцям, особливо європейцям та американцям, силу і можливості чорної раси. Як зазначав барон Valentin de Vastey «палац і прилеглі церкви, зведені нащадками африканців, показують, що ми не втратили архітектурного смаку і генія наших предків з Ефіопії, Єгипту і Карфагену» [].
Палац поділяє свою назву з іменем відомого гаїтянського революційного лідера, полковника Жана-Батиста Сан-Сусі. Він був африканським рабом, який першим організував партизанську боротьбу з французькими військами у 1791 році. Коли Анрі Крістоф та інші воєначальники, які були прихильниками незалежності країни від Франції, запросили Сан-Сусі до своїх лав, він відмовився, назвавши Крістофа зрадником. За десять років до будівництва свого палацу, майбутній король надіслав полковнику Сан-Сусі послання про примирення, запросивши його до свого штабу в Гранд-Пре. Коли полковник прибув на плантації, охоронці Крістофа закололи Сан-Сусі та його охорону багнетами [].
Окремі науковці стверджують, що на побудову палацу Анрі Крістофа надихнув палац Сан-Сусі прусського імператора Фрідріха Великого в Потсдамі.
У цьому палаці 8 жовтня 1820 року, частково паралізований в результаті інсульту, Анрі-Крістоф закінчив життя самогубством, за легендою, застрелившись срібною кулею. Його син та спадкоємець Жак-Віктор Анрі, принц Гаїті, був убитий в палаці революціонерами через десять днів, 18 жовтня 1820 року.
У результаті землетрусу 1842 року більша частина палацу була зруйнована, й так і не була відновлена з тих часів. До землетрусу палац часто називали Версалем Вест-Індії. З 1982 року, разом з іншими частинами Національного історичного парку, палац був занесений до списку Світової спадщини.
У зв'язку з десятиліттями політичної нестабільності і беззаконня, палац Сан-Сусі, який називають однією із найпрекрасніших пам'яток у Західній півкулі, рідко відвідують іноземні туристи []. Однак, ця територія є відносно мирною, а до палацу можна легко дістатися з Кап-Аїтьєна.